# 安藤功一郎
安藤 功一郎（あんどう こういちろう、1981年8月10日 - ）は、日本の実業家、投資家。
GA technologies（Thailand）代表取締役CEO、セレッソ大阪サッカースクール・バンコク校代表理事、RENOSY（Thailand）代表取締役CEO。
神奈川県座間市出身。

## 来歴

### ガリバーへ入社
私立大学を卒業後、中古車販売・買取のガリバーインターナショナル（現IDOM）に入社。大学3年の春に内定をもらい就職するまでの間に、アルバイトとして1ヶ月で12台の自動車を成約させる。
その後は2年で部長（東証一部上場企業では当時最年少）に昇進するものの、もともと起業を志していたということもあり、3年の勤務を経て退職。

### タイ王国で起業家に
2005年に、「誰も自分のことを知らない場所で挑戦したかった」という理由で、タイ王国へ渡り起業。タイ王国では携帯電話販売会社、旅行会社、飲食店など8社を経営、7社をM＆Aで売却するシリアルアントプレナー（連続起業家）となる。
その後、ビジネスを日本からタイに「旅行に来る人」から「住む人」に対象を変えて、2012年にタイ王国の日本人駐在員向けに、賃貸物件の仲介を行うDear Life Corporationを設立、15,000世帯以上の仲介実績を持つ。2019年度の年間売上は6,800万バーツ（2023年7月のレートで約2億8,000万円）。

### GA technologiesと経営統合
2022年5月に東証グロース上場企業の株式会社GA technologiesと経営統合し、現在は同社の執行役員として海外事業を担当。GA technologies（Thailand）の代表取締役CEOを務めるとともに、グループ会社のRENOSY (Thailand) Co. Ltd.（2022年3月11日設立）の代表を務める。
2023年1月より、お笑い芸人コンビラランド (お笑いコンビ) が、RENOSY社ののイメージキャラクターに就任。当社が運営するYouTube「タイ駐在チャンネル」に出演するなど、PR活動を行っている。

## 人物

### 令和の虎に出演
現代版「マネーの虎」である「令和の虎」では虎（投資家）としてレギュラー出演。2023年7月現在、レギュラー出演する虎のなかで唯一の上場企業の社長である。2024年1月16日には、自身初の著書『覚悟がすべてを変える　運とお金の正体』を出版。書籍では、虎としての出資額が1億2,000万円を超えたと書かれている。

### サッカースクールの運営
元プロサッカー選手の丸山良明が引退後にタイで立ち上げたサッカースクールをサポートしていたが、丸山がセレッソ大阪のU18コーチに就任するため日本に帰国。その後、サポートしていたサッカースクールを事業化し、Jリーグのクラブでは初の海外下部組織として運営することとなった。「親の都合でバンコクに来た子供がサッカー選手になる夢を諦めずに済むように」セレッソ大阪のコーチがタイに常駐して指導する環境を整えている。。

## メディア歴
- ビジネス経済情報誌アレイズ https://arayz.com/ 2021年5月号
- YouTubeチャンネル『令和の虎』2019年～現在　※ レギュラー
- YouTubeチャンネル『フランチャイズチャンネル』 2022年10月24日
- YouTubeチャンネル『ラファエル倶楽部』 2023年7月31日
- YouTubeチャンネル『クズ録ch』2023年11月12日
- 東スポWEBhttps://www.tokyo-sports.co.jp/articles/-/289072 2024年1月16日
- THE Keyperson https://thekeyperson.biz/interview/andokoichiro/ 2024年1月

## 著作書籍
- 『覚悟がすべてを変える　運とお金の正体』 （青志社）ISBN 4865901655